# Euplectella nodosa
Euplectella nodosa är en svampdjursart som beskrevs av Schulze 1886. Euplectella nodosa ingår i släktet Euplectella och familjen Euplectellidae.
Artens utbredningsområde är Bermuda. Inga underarter finns listade i Catalogue of Life.